# Strävdvärgspindel
Strävdvärgspindel (Troxochrota scabra) är en spindelart som beskrevs av Kulczynski 1894. Strävdvärgspindel ingår i släktet Troxochrota och familjen täckvävarspindlar. Arten är reproducerande i Sverige. Inga underarter finns listade i Catalogue of Life.